# Hrabowe (Kowel, Schazk)
Hrabowe (ukrainisch Грабове; russisch Грабово Grabowo, polnisch Grabów) ist ein Dorf im Nordwesten der ukrainischen Oblast Wolyn mit etwa 300 Einwohnern (2001).
Das in der zweiten Hälfte des 18. Jahrhunderts entstandene Dorf hatte 1796 eine Bevölkerung von 151 Einwohnern, die sich auf 18 Höfe verteilten.
Die Ortschaft liegt auf einer Höhe von 171 m am rechten Ufer des Bugs, der hier die polnisch-ukrainische Grenze bildet. Hrabowe befindet sich 23 km südwestlich vom ehemaligen Rajonzentrum Schazk und etwa 170 km nordwestlich vom Oblastzentrum Luzk.
Am 12. Juni 2020 wurde das Dorf ein Teil der Siedlungsgemeinde Schazk, bis dahin bildete das Dorf zusammen mit den Dörfern Adamtschuky (Адамчуки), Holjadyn (Голядин) und Smoljary-Switjaski (Смоляри-Світязькі) die gleichnamige Landratsgemeinde Hrabowe (Грабівська сільська рада/Hrabiwska silska rada) im Westen des Rajons Schazk.
Am 17. Juli 2020 wurde der Ort Teil des Rajons Kowel.